# Brzeźno (gromada w powiecie świdwińskim)
Brzeźno – dawna gromada, czyli najmniejsza jednostka podziału terytorialnego Polskiej Rzeczypospolitej Ludowej w latach 1954–1972.
Gromady, z gromadzkimi radami narodowymi (GRN) jako organami władzy najniższego stopnia na wsi, funkcjonowały od reformy reorganizującej administrację wiejską przeprowadzonej jesienią 1954 do momentu ich zniesienia z dniem 1 stycznia 1973, tym samym wypierając organizację gminną w latach 1954–1972.
Gromadę Brzeźno z siedzibą GRN w Brzeźnie (obecnie nazwa Brzeżno) utworzono – jako jedną z 8759 gromad na obszarze Polski – w powiecie białogardzkim w woj. koszalińskim na mocy uchwały nr 43/54 WRN w Koszalinie z dnia 5 października 1954. W skład jednostki weszły obszary dotychczasowych gromad Brzeźno, Chomętowo, Koszanowo, Rzepczyno, Wiesław i Wilczkowo ze zniesionej gminy Brzeźno w tymże powiecie.
13 listopada 1954 (z mocą wstecz od 1 października 1954) gromadę włączono do nowo utworzonego powiatu świdwińskiego w tymże województwie, gdzie ustalono dla niej 16 członków gromadzkiej rady narodowej.
1 stycznia 1958 do gromady Brzeźno włączono obszar zniesionej gromady Słonowice w tymże powiecie.
31 grudnia 1959 do gromady Brzeźno włączono wieś Karsibór z gromady Bierzwnica w tymże powiecie.
31 grudnia 1961 z gromady Brzeźno wyłączono obszar gruntów PGR Tęczyn i Przytoń (80,62 ha), włączając go do gromady Rydzewo w powiecie drawskim w tymże województwie; do gromady Brzeźno włączono natomiast obszary dwóch kompleksów leśnych Nadleśnictwa Państwowego Kłącko (15,10 ha i 4,40 ha) z gromady Rydzewo w powiecie drawskim w tymże województwie.
Gromada przetrwała do końca 1972 roku, czyli do kolejnej reformy gminnej. 1 stycznia 1973 w powiecie świdwińskim reaktywowano gminę Brzeźno (w 1993 zmiana nazwy na Brzeżno; od 1999 w woj. zachodniopomorskim).